# Corbeau dans la culture
Pour les articles homonymes, voir Corbeau (homonymie).
Le corbeau – sans référence à une espèce en particulier – a une influence considérable sur la culture humaine, puisqu'il est présent aussi bien dans les mythes et contes traditionnels amérindiens nord-américains, sibériens ou nordiques que dans les légendes et la littérature de toutes les époques. Il y joue le plus souvent un rôle de fripon, de héros, ou contribue par sa ruse à la création de l'homme. Chez les Inuits, le même mot désigne le corbeau et l'esprit des corbeaux réels.
Au fil du temps, l'oiseau acquiert une mauvaise réputation à cause de son plumage noir, de son cri rauque et de sa nécrophagie, en particulier dans l'Europe chrétienne, ce qui se traduit par une diabolisation progressive et une réputation d'« oiseau de mauvais augure ».
La plupart des références culturelles se rapportent à l'espèce commune, le Grand Corbeau (Corvus corax), mais il peut aussi se confondre avec la corneille. Sa symbolique a notamment intéressé l'anthropologue français Claude Lévi-Strauss, qui suggère une hypothèse structuraliste, selon laquelle le corbeau, tout comme le coyote, a obtenu un statut mythique parce qu'il était considéré comme un médiateur entre la vie et la mort.

## Europe

### Mythologie nordique

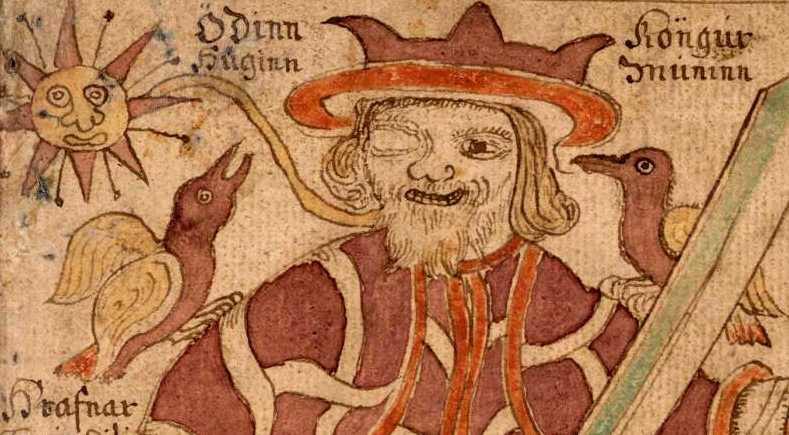
Les deux corbeaux Hugin et Munin perchés sur les épaules d'Odin.

#### Le corbeau dans l'iconographie viking
Les Vikings utilisaient beaucoup l'image du corbeau, par exemple comme symbole sur leurs voiles. Ragnar Lodbrok avait une bannière nommée « Reafan » brodée de l'image de cet oiseau: selon la légende, si la bannière flottait au vent, Lodbrok serait victorieux, mais si le drapeau pendait sans mouvement, la bataille serait perdue. Le roi Harald Hardrada possédait aussi une bannière illustrée d'un corbeau appelée Landeythan. De telles bannières étaient également utilisées par de nombreux Vikings, comme les comtes des Orcades et le roi Knut II de Danemark.
Un corbeau est représenté sur le côté droit des armoiries de l'Île de Man, ancienne colonie viking, et l'oiseau apparaît également dans le folklore local. Il était désigné par le mot hraefn en vieil anglais, hrafn en vieux norrois. Ce mot était utilisé fréquemment dans les périphrases des kennings célébrant les batailles et les effusions de sang, et plusieurs anthroponymes norrois en dérivait, comme Hrafn, Hrafnkel et Hrafnhild.

#### Les corbeaux d'Odin
Dans la mythologie nordique, les corbeaux Hugin et Munin sont assis sur les épaules du dieu Odin et lui rapportent tout ce qu'ils voient et entendent. Hugin représente la réflexion – au sens de « pensée » et de « reflet » –, tandis que Munin représente la mémoire. Odin les envoie chaque jour voler autour du monde afin de savoir ce qui s'y passe.

#### Le corbeau et la mort
Charognards, les corbeaux parcouraient les champs de bataille et se posaient sur les gibets pour s'attaquer, entre autres,  aux organes fragiles et exposés des corps humains (blessures des soldats morts, yeux, entrailles et cervelle des cadavres), comme le rappelle un vers du poème la Ballade des pendus de François Villon publié en 1489. Ce mode d'alimentation leur vaut d'être souvent associés aux morts et aux âmes perdues. Dans plusieurs cultures occidentales, les corbeaux ont aussi été considérés comme étant de mauvais augure, en partie à cause du symbolisme négatif de leur plumage noir, couleur du deuil. Ainsi, en Suède, les corbeaux représentent les fantômes des personnes assassinées et, en Allemagne, ils représentent les âmes des damnés.
Durant le premier millénaire de l'ère chrétienne, le corbeau est également pour les peuples nordiques et celtiques un animal psychopompe, c'est-à-dire capable de guider les âmes des défunts dans la mort. Une tradition répandue explique ainsi qu'un corbeau se posant sur l'épaule droite d'un mort le guidera vers le paradis, et vers l'enfer s'il se pose sur l'épaule gauche. Des bijoux ou des statuettes figurant l'animal ont ainsi été retrouvés dans nombre de sépultures viking, et même parfois de véritables crânes de corbeaux, comme dans une tombe datée du IXe ou du Xe siècle de la grande nécropole de Lindholm Høje au Danemark.
|                                                                           |
| Peinture infamante représentant un corbeau perché sur une potence (1526). |

| |
| Dans Le Portement de Croix de Brueghel (1564), un corbeau est perché sur une roue de supplice tandis que trois de ses congénères tournoient autour des gibets dans l'attente de chair à dévorer. |

### Mythologie celtique

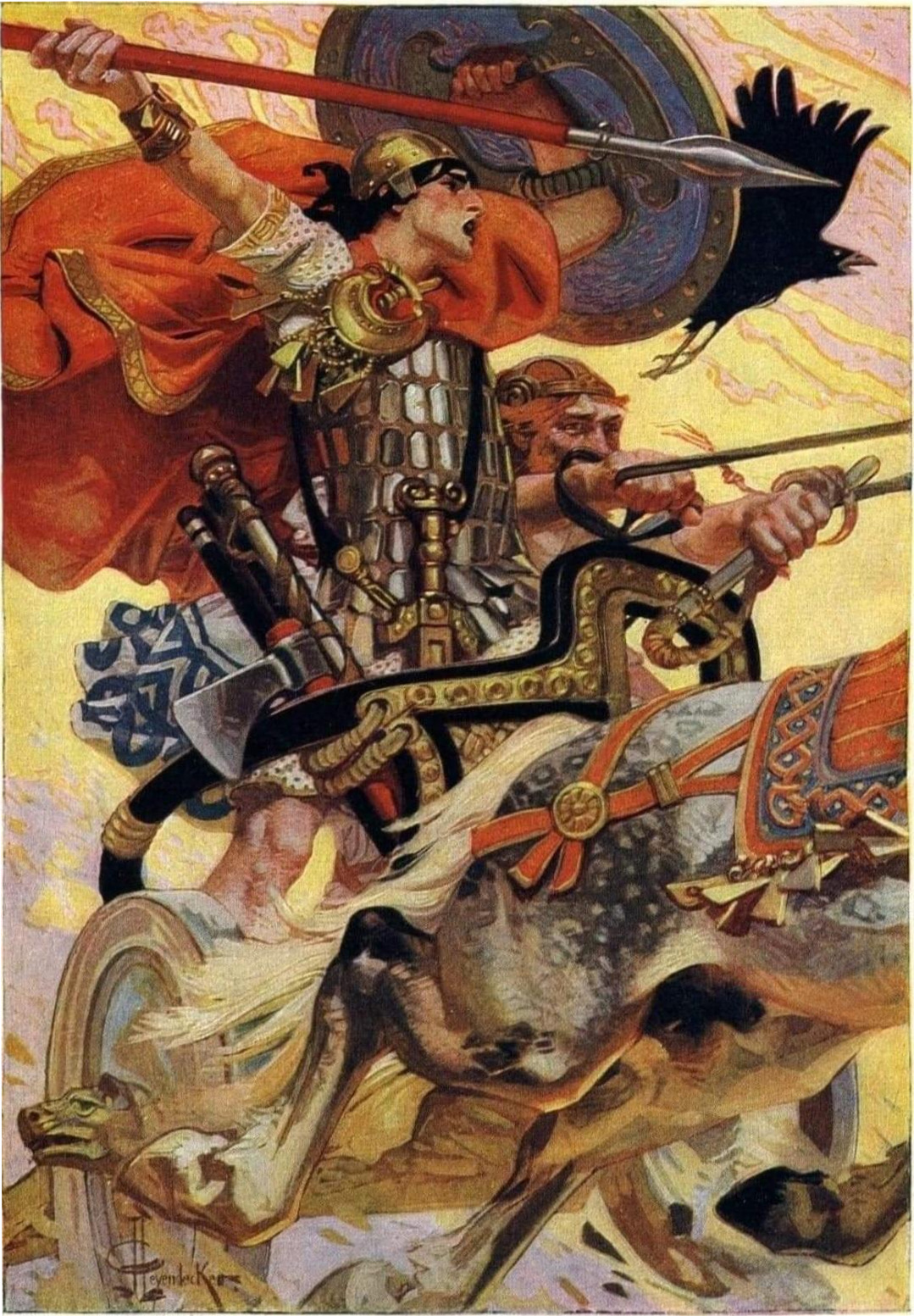
Cúchulainn conduit son char vers la bataille. Illustration de Joseph Christian Leyendecker, 1911.

Dans la mythologie celtique irlandaise, les corbeaux sont associés à la guerre et aux champs de bataille sous les représentations de Badb et Morrigan. C'est après avoir revêtu l'apparence d'un corbeau que la déesse Morrígan se serait posée sur l'épaule du héros Cúchulainn après la mort de celui-ci.
D'autres mythes celtiques des Îles Britanniques rapportent que les corbeaux étaient associés au dieu gallois Bran le Béni, frère de Branwen, dont le nom se traduit par « corbeau ». Il est représenté comme un géant, et les récits des Mabinogion font de lui le roi des Bretons. Selon ces récits, la tête de Bran fut enterrée sur la colline blanche de Londres comme talisman contre les invasions. Plusieurs autres héros de la mythologie celtique galloise partagent son nom.
Les corbeaux occupent une place importante dans le texte du XIIe siècle ou XIIIe siècle, Le Songe de Rhonabwy en tant qu'armée de Owain mab Urien, un chevalier du roi Arthur.
Durant le premier millénaire de l'ère chrétienne, le corbeau est également pour les peuples nordiques et celtiques un animal psychopompe, c'est-à-dire capable de guider les âmes des défunts vers le paradis ou l'enfer. Une tradition répandue explique ainsi qu'un corbeau se posant sur l'épaule droite d'un mort le guidera vers le paradis, et vers l'enfer s'il se pose sur l'épaule gauche.

### Mythologie grecque

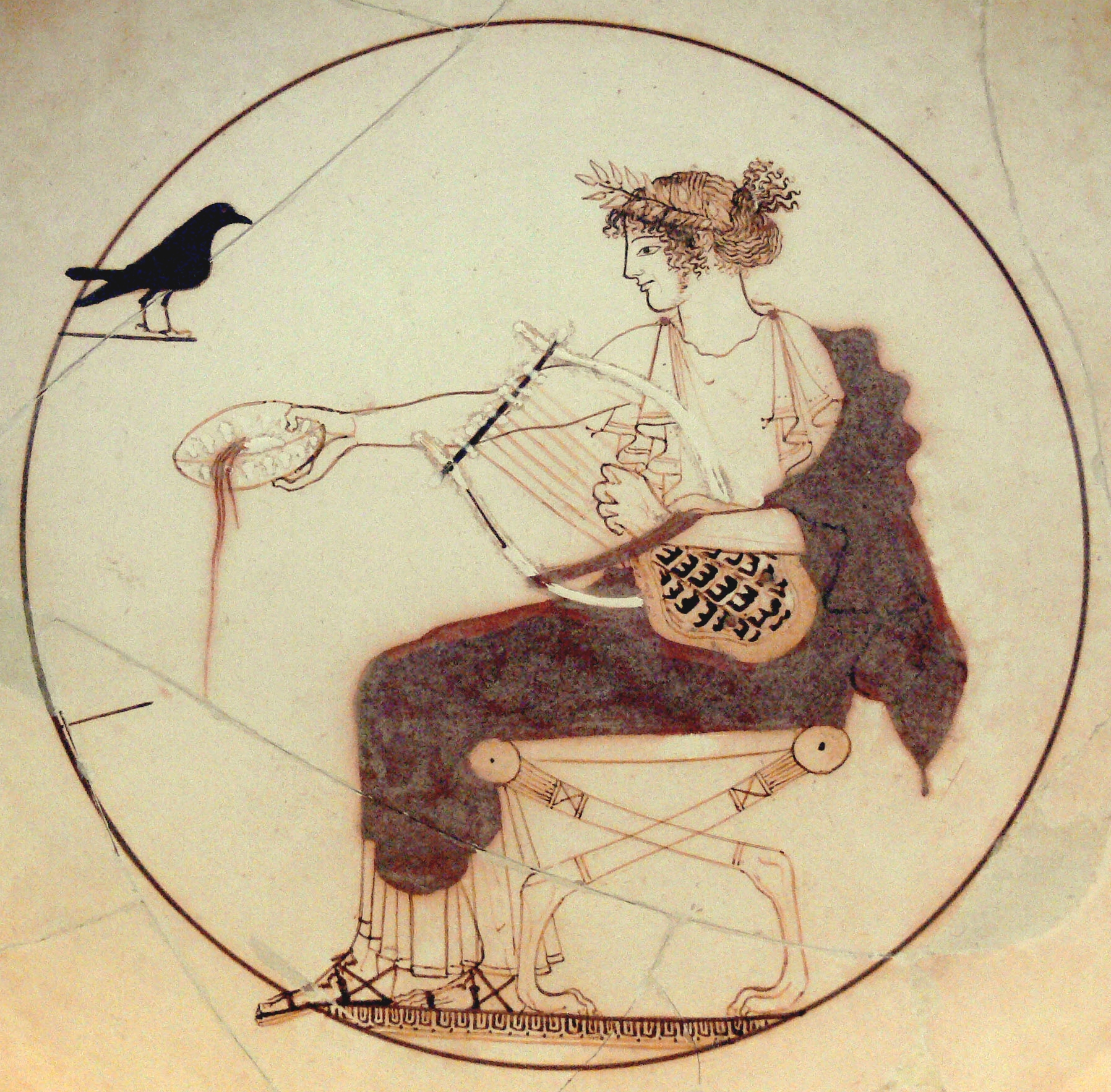
Apollon citharède versant une libation face à un oiseau noir – peut-être un corbeau. Médaillon d'un kylix attique à figures blanches provenant de Delphes.

Dans la mythologie grecque, Apollon fut un jour si amoureux de la princesse Coronis, fille du roi Phlégias, qu'il confia à un corbeau blanc le soin de veiller sur elle. Un jour que le corbeau relâcha son attention, Coronis se laissa séduire par un mortel nommé Ischys. Lorsque Apollon le sut, il en fut si jaloux qu'il tua la jeune fille d'une flèche. Sur le point de mourir, elle lui apprit être enceinte de ses oeuvres. Sauvé par Apollon, leur fils Asclépios fut confié au centaure Chiron, chargé de l'éduquer. Comme punition pour sa négligence, Apollon revêtit le corbeau d'un plumage noir.

### Mythologie romaine

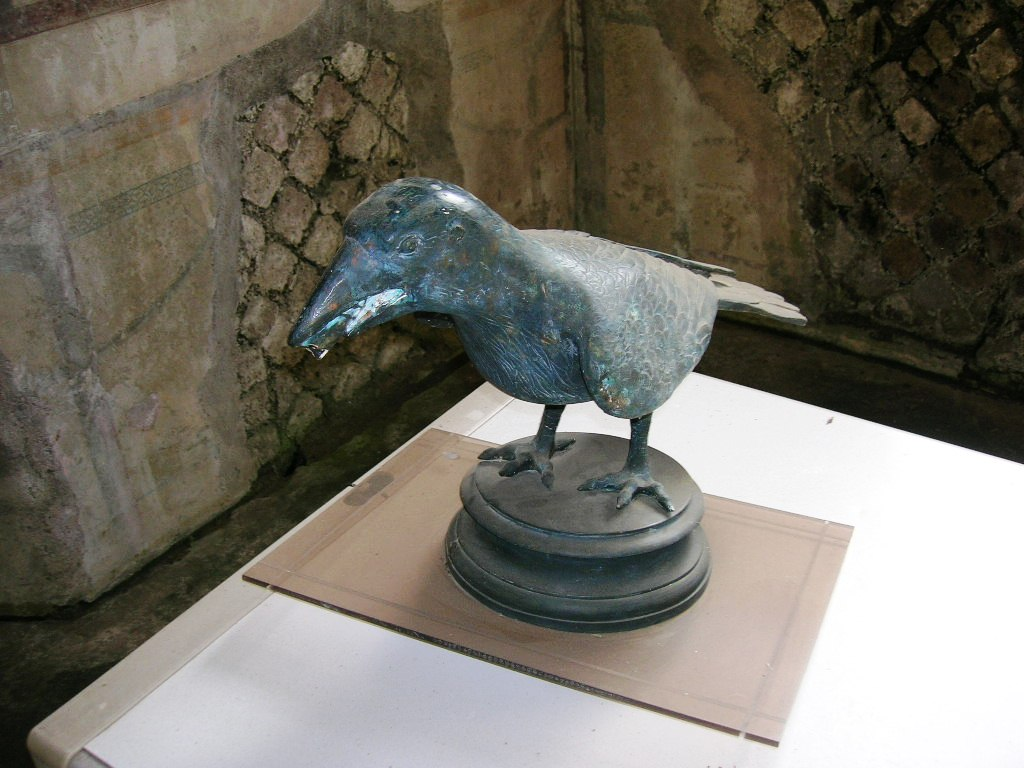
Corbeau de bronze ornant une fontaine, retrouvé dans les ruines de la villa romaine San Marco à Stabies, détruite lors de l'éruption en 79 du Vésuve.

Selon Tite-Live, un corbeau se posa sur le casque du soldat romain Marcus Valerius Corvus (vers -370 jusqu’à -270) pendant un combat avec un Gaulois gigantesque, terrifiant ce dernier en l'attaquant au visage.
Pline l'Ancien consacre un long passage du livre X de son Histoire naturelle au corbeau. Il narre notamment l'histoire d'un corbeau romain devenu célèbre au Ier siècle ap. J.-C. : adopté par un cordonnier qui lui aurait appris à parler, l'animal se serait régulièrement rendu sur le forum pour saluer les passants et même la statue de l'empereur Tibère, qu'il qualifiait d'« excellent prince ». Un cordonnier concurrent aurait tué le corbeau, suscitant une vive émotion populaire. La dépouille de l'oiseau malheureux aurait été amenée par une foule importante jusqu'à son propre bûcher funéraire au bord de la voie Appia.

## Religions abrahamiques

### Judaïsme et christianisme

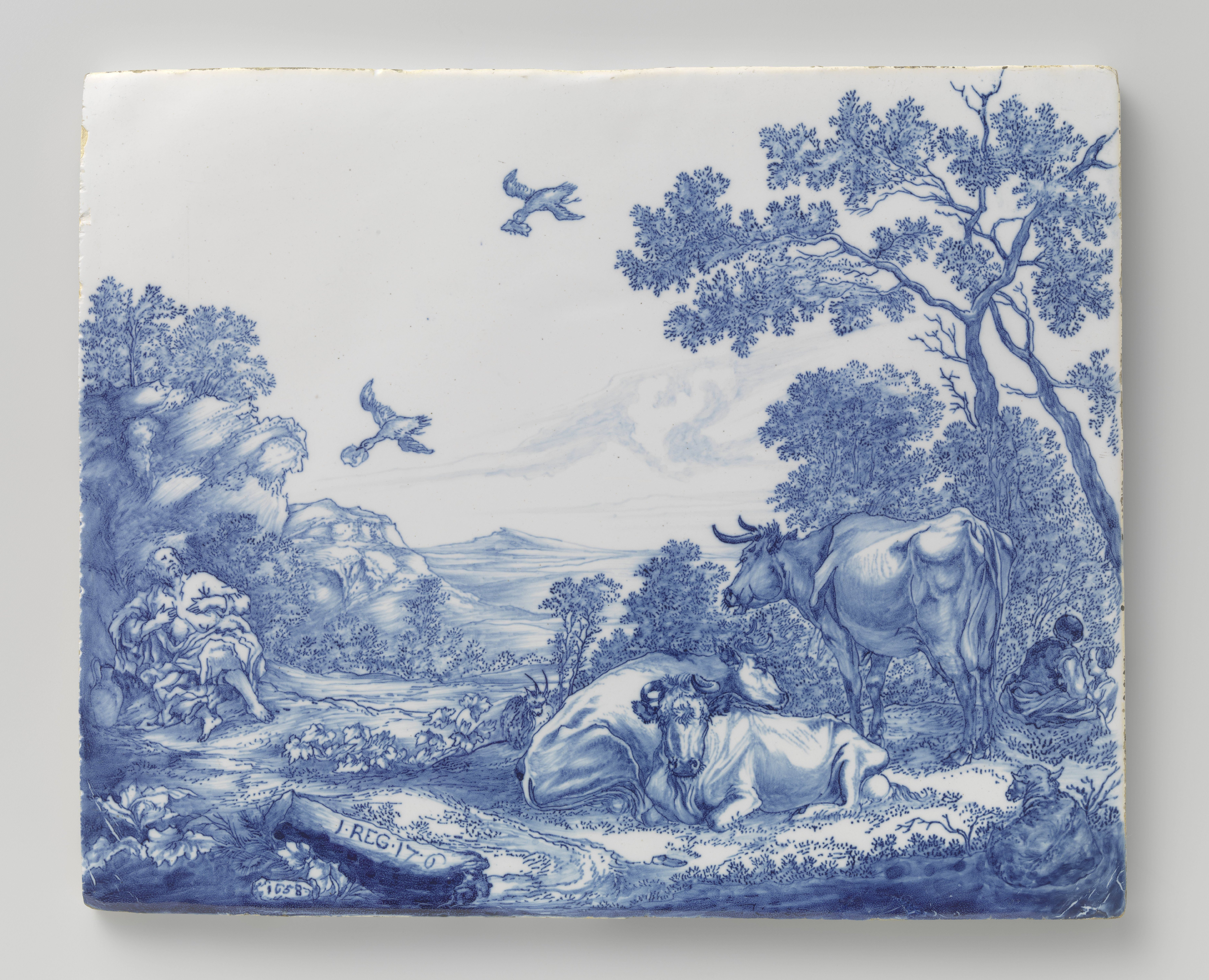
Le prophète Élie nourri par les corbeaux. Représentation sur un carreau de Delft. 1658.

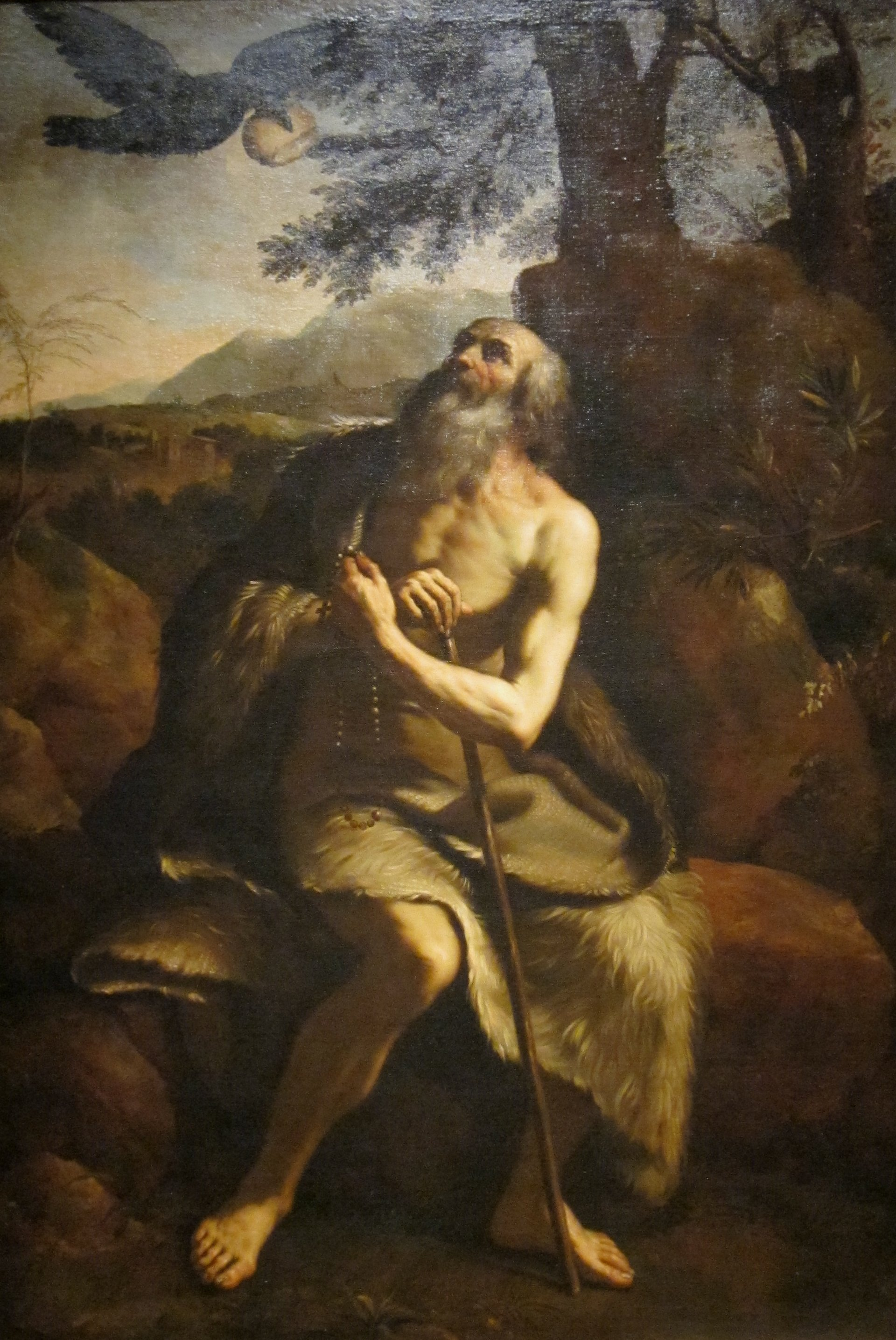
Saint Paul ermite nourri par le corbeau. D'après Le Guerchin.

Dans la Bible, le corbeau joue parfois un rôle bénéfique.
Dans le Tanakh ou l'Ancien Testament, un corbeau apparaît pour la première fois au livre de la Genèse dans le récit du déluge. Noé, au bout de quarante jours, lâche un corbeau pour savoir si l'eau a baissé ou non. Comme l'oiseau ne fait qu'aller et venir sans pouvoir se poser, Noé lâche ensuite la colombe. Dans le premier livre des Rois, Dieu commande aux corbeaux de nourrir le prophète Élie. Job se demande qui nourrit les corbeaux dans le livre de Job. Le roi Salomon est décrit comme ayant des cheveux noirs comme le corbeau dans le Cantique des Cantiques.
Dans l'Évangile selon Luc du Nouveau Testament, les corbeaux sont utilisés par Jésus pour montrer la prévoyance de Dieu.

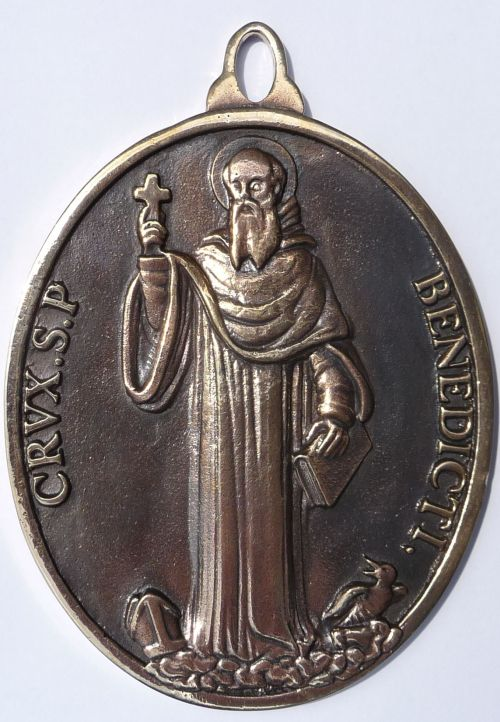
Avers d'une médaille de saint Benoît, où saint Benoît est représenté avec un corbeau – l'un de ses principaux attributs – à ses pieds.

Selon La Légende dorée (XIIIe siècle), Paul de Thèbes, premier ermite chrétien qui aurait vécu au IVe siècle, et auquel aurait rendu visite saint Antoine le Grand, se nourrissait du pain qu'un corbeau lui apportait chaque jour. La tradition rapporte encore quelques exemples de bons corbeaux, dans les hagiographies de Vincent de Saragosse, de Benoît de Nursie – un corbeau aurait protégé saint Benoît en emportant du pain supposé bénit, mais qui en fait avait été empoisonné par un prêtre jaloux –, et de l'ermite et martyr du IXe siècle Meinrad d'Einsiedeln.
Cependant, le corbeau a eu globalement une image négative en Occident, qui en fait un oiseau infidèle à ses maîtres, égoïste, et impur car charognard. Dans les bestiaires, sa couleur noire en fait le symbole de la mort, et il est le signe de cataclysmes – notamment dans les peintures flamande et italienne, au XVIe siècle.

### Islam
Dans la tradition musulmane, le corbeau est perçu comme un animal sans scrupule. Il est parfois surnommé « fils du malheur » (Ibn al-berih).
Dans le Coran, il est mentionné dans l'histoire de Caïn et Abel, les deux fils d'Adam, comme étant la créature qui montre à Caïn comment enterrer son frère qu'il a assassiné (al-mā'ida, 5:31).

## Asie

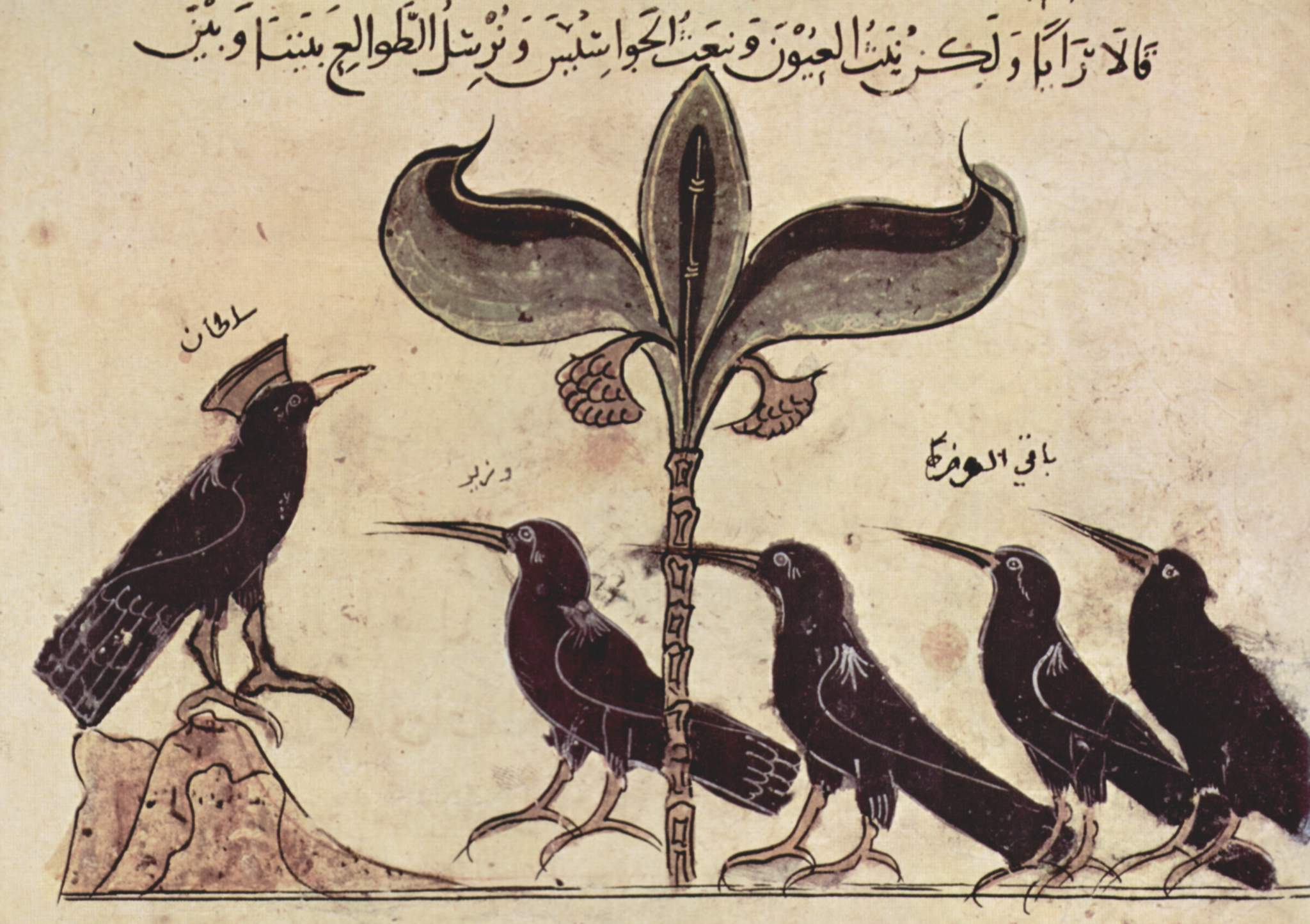
Le roi Corbeau tenant conseil, illustration d'un manuscrit du Pañchatantra

Le Grand Corbeau est l’oiseau emblème du Bhoutan puisqu’il orne le chapeau royal. Il représente le dieu Gonpo Jarodonchen (Mahakala avec une tête de corbeau), l'un des plus importants gardiens divins de la culture du Bhoutan.
Il joue aussi un rôle prééminent dans le recueil indien de contes Pañchatantra, en particulier dans L’Acquisition des amis et la troisième la Guerre du corbeau et du hibou.
Dans la mythologie japonaise, le Yatagarasu est un corbeau ou une corneille qui aurait guidé le légendaire empereur Jinmu dans son périple à travers l'archipel.

## Amérique du Nord

### Le corbeau créateur et «fripon»

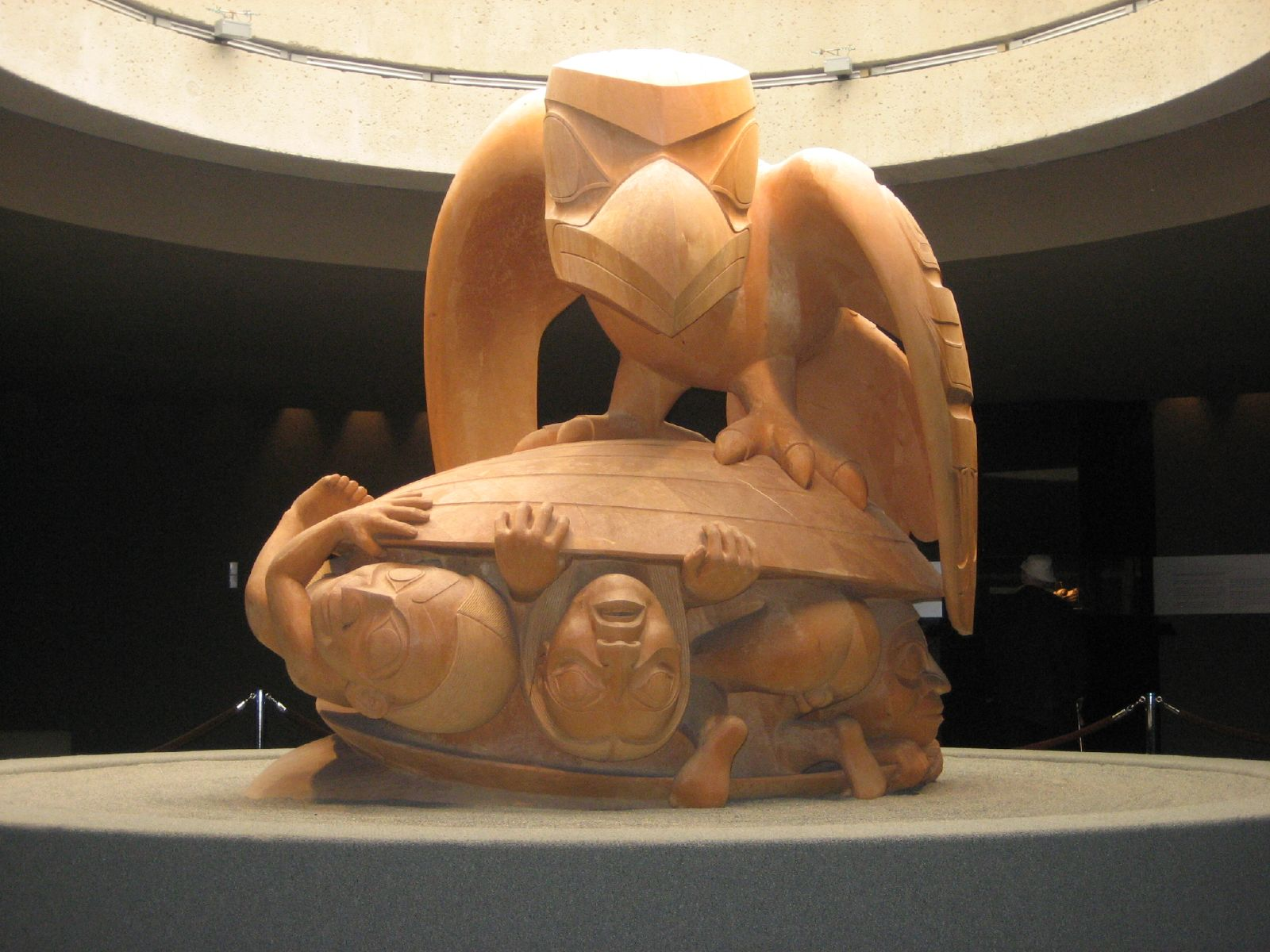
The Raven and The First Men. Sculpture de Bill Reid, présentant le mythe créateur haïda. Université de la Colombie-Britannique.

Le grand corbeau occupe également une place importante dans la culture des peuples de la côte nord-ouest de l'Amérique du Nord, entre autres les cultures tsimshian, haïda, heiltsuk, tlingit, kwakwaka'wakw, salish, koyukon et inuit. Le corbeau de ces mythes est souvent à la fois le créateur du monde et le « fripon ». Par exemple, dans les cultures tlingit et haïda, deux types de corbeau peuvent être identifiés, même s'ils ne sont pas toujours bien différenciés : le premier est le corbeau créateur, responsable de la création du monde ; le second est le corbeau infantile, toujours égoïste, rusé, et affamé. D'autres mythes parlent du corbeau lâchant le soleil au cours de son vol et du corbeau délivrant les premiers humains de coquilles de mollusques.
Dans certains récits, le corbeau est le protecteur des hommes, leur apportant le soleil, la lune, les étoiles, l'eau et le feu. Quelques légendes racontent comment le corbeau a acquis son plumage noir.
Des mythes et croyances semblables sont communs chez les peuples de la Sibérie et du nord-est de l'Asie. La péninsule du Kamtchatka, par exemple, a supposément été créée par le dieu corbeau Kutkh.

## Dans les légendes

### Allemagne
Au XIIe siècle, l'empereur Frédéric Barberousse fait l'objet d'une légende survivantiste, selon laquelle il ne serait pas mort, mais endormi avec ses chevaliers dans une caverne des montagnes de Kyffhäuser en Thuringe, en Allemagne : lorsque les corbeaux cesseront de voler autour de la montagne, il se réveillera et rétablira l'Allemagne dans son ancienne grandeur. Sa barbe rousse aurait poussé à travers la table à laquelle il était assis ; paraissant mort mais en réalité endormi, il a les yeux mi-clos et, de temps en temps, il lève la main pour signaler à un jeune serviteur d'aller voir si les corbeaux ont cessé de voler.

### France
Selon la légende de la fondation de la ville de Lyon, lorsque les deux princes eurent fini de tracer l'enceinte de leur future cité, une nuée de corbeaux vint se poser à l'intérieur du cercle donnant ainsi la bénédiction du dieu Lug (Lugus en latin) que Plutarque rapproche du gaulois lugos ou lougos, qui aurait signifié « corbeau ». Le nom de Lugdunum a pu être compris d'une manière emblématique comme la « Colline du Corbeau ».

### Royaume-Uni

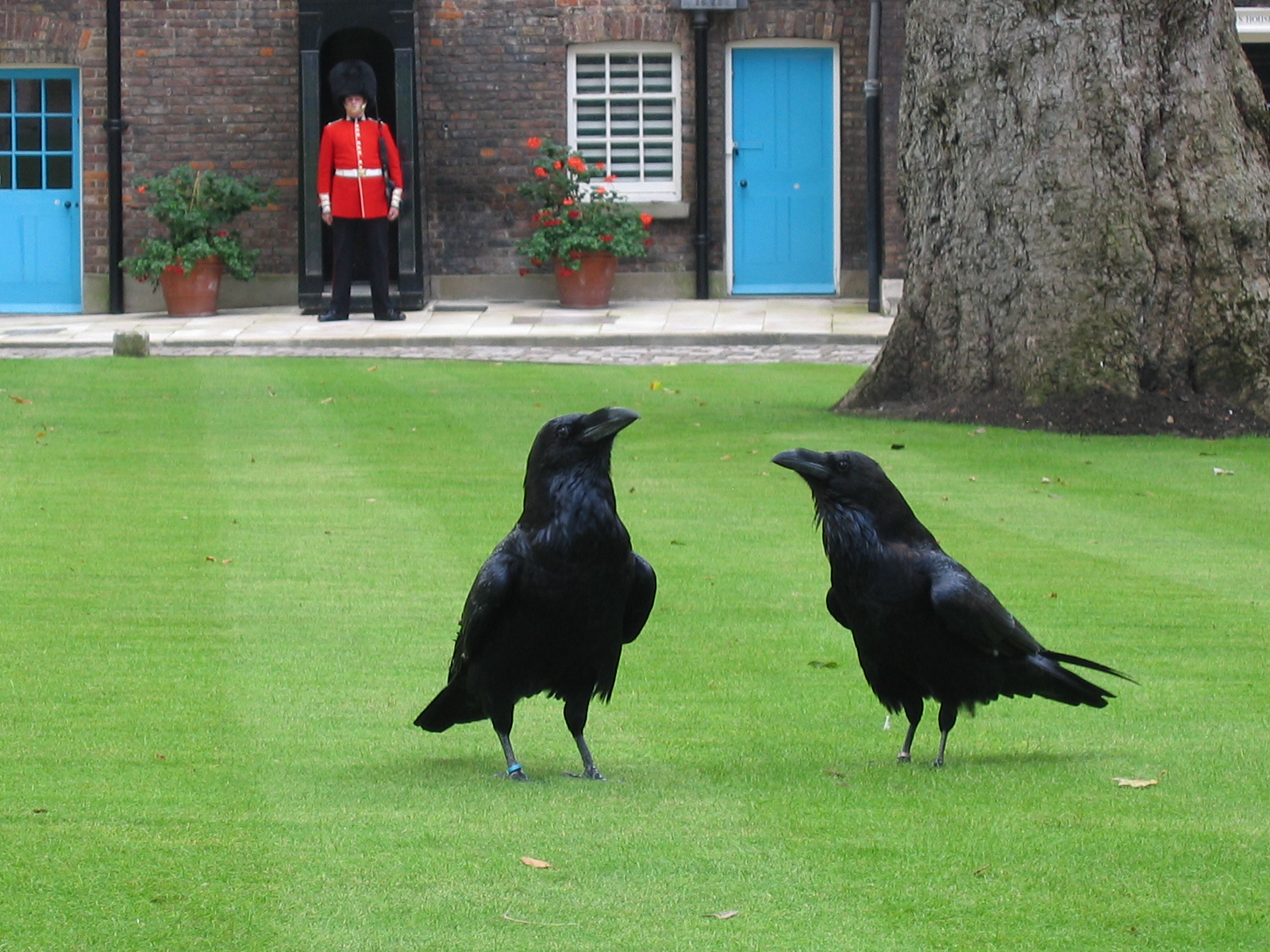
Grands corbeaux à la Tour de Londres.

Selon une légende, l'Angleterre ne succombera pas à une invasion étrangère tant qu'il y aura des corbeaux à la tour de Londres ; le gouvernement en maintient plusieurs en résidence, tant comme assurance que pour faire plaisir aux touristes. C'est pourquoi les pennes des individus de la tour de Londres sont taillées périodiquement pour s’assurer que les oiseaux ne quittent pas les lieux.

## Dans la littérature

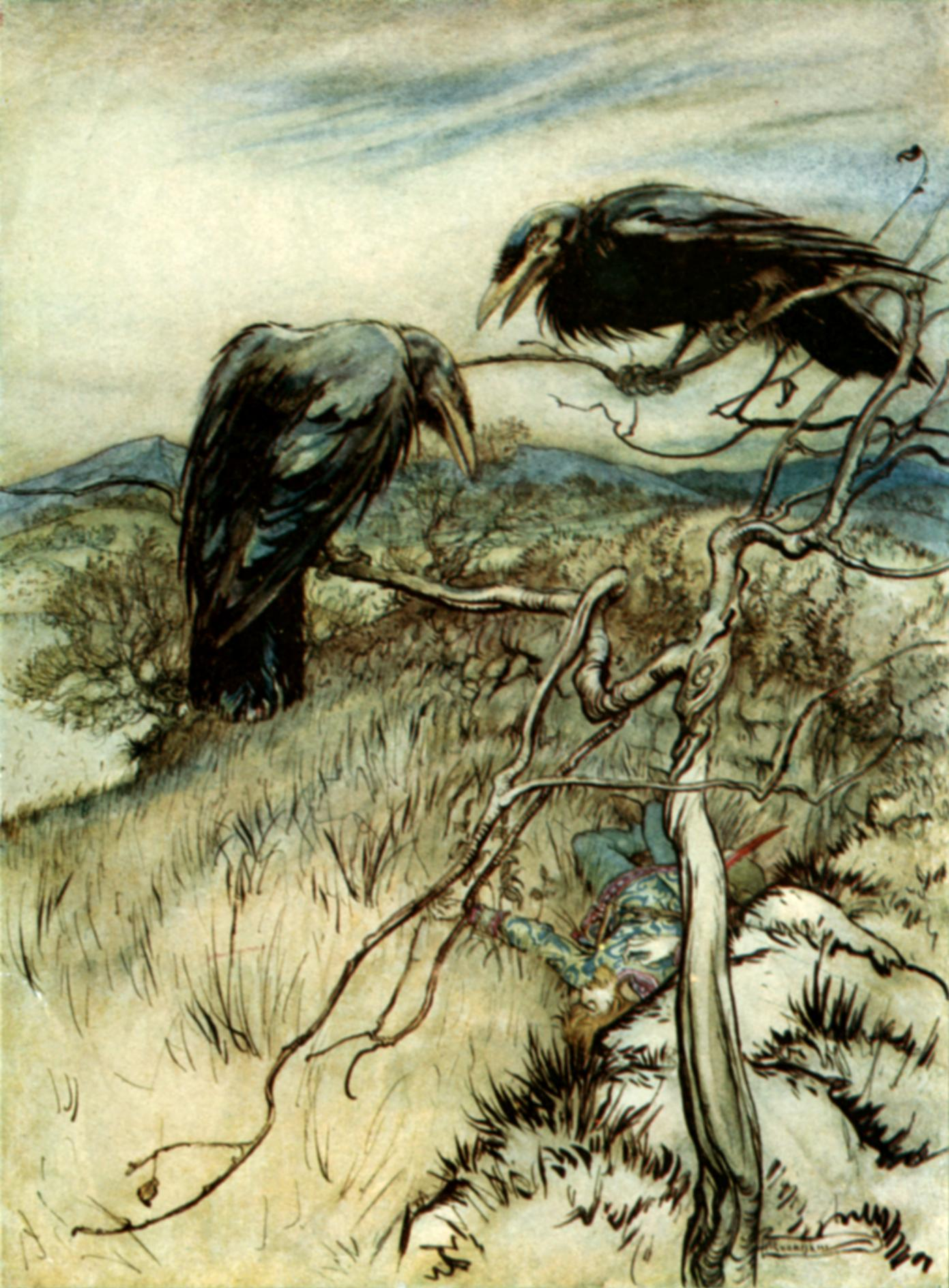
Illustration des Trois Corbeaux par Arthur Rackham.

- Aristophane fait intervenir des corvidés dans sa pièce Les Oiseaux (Ve siècle av. J.-C.).
- Les pièces Le Juif de Malte (v.1590) de Christopher Marlowe et The Faerie Queene (1590) d'Edmund Spenser utilisent l'image de mauvais augure du corbeau.
- Dans la ballade Les Trois Corbeaux (début du XVIIe siècle), un chevalier occis est décrit par les corbeaux qui veulent se repaître de son cadavre, mais en sont empêchés par la loyauté de ses faucons, de ses chiens et de sa dulcinée.
- William Shakespeare mentionne le corbeau plus souvent que n'importe quel oiseau, entre autres dans ses pièces Othello (1604) et Macbeth (1606).
- Un corbeau est l'un des deux protagonistes de la fable de La Fontaine Le Corbeau et le Renard (1668), inspirée d'Ésope (VIIe-VIe siècle av. J.-C.). D'autres fables de cet auteur le mettent en scène : Le Corbeau voulant imiter l'aigle, Le Corbeau, la Gazelle, la Tortue et le Rat.
- Les Sept Corbeaux, conte populaire allemand recueilli notamment par les frères Grimm au début du XIXe siècle, parle de frères changés en corbeaux et que leur sœur, partie à leur recherche et arrivée plus loin que le bout du monde, parvient finalement à délivrer.
- Le corbeau Grip est un personnage important du roman Barnabé Rudge (1841) de Charles Dickens.
- Edgar Allan Poe a utilisé le corbeau comme messager surnaturel dans son poème Le Corbeau (1845). La capacité du corbeau à communiquer est importante dans le poème, tout comme dans les ouvrages de Dickens.
- Les Corbeaux (1872) est un poème d'Arthur Rimbaud, dans lequel il présente ce noir volatile comme un sinistre charognard.
- Le poète québécois Émile Nelligan est l'auteur d'un poème intitulé Les Corbeaux (entre 1896 et 1899).
- Dans Le Hobbit (1937) de J. R. R. Tolkien, Roac fils de Carc est le chef des Corbeaux de la Montagne Solitaire[33].
- Dans un roman animalier La Saga du Grand Corbeau (1944) écrit par Sharon Stewart, les corbeaux font office de personnages principaux, offrant une nouvelle image sur le monde des corvidés.
- Dans La Ferme des animaux (1945) de George Orwell, Moses (Moïse dans la version française) est un corbeau allié à Mr Jones, puis aux cochons. Il représente l'église qui aide le pouvoir à maintenir l'ordre en endormant les consciences.
- Dans la version française du roman Le Seigneur des anneaux (1954-1955) de J. R. R. Tolkien, Gandalf est appelé « Corbeau de tempête » par Gríma, en référence au fait qu'il soit porteur de mauvaises nouvelles.
- Le corbeau est présent dans plusieurs livres de Joan Aiken[34],[35],[36],[37].
- Dans les livres de Disque-Monde (1983-2013), par Terry Pratchett, un corbeau qui s'appelle « Quoth » (en référence au poème d'Edgar Allan Poe) est la monture de La Mort aux rats dans Accros du roc, Le Père Porcher, et Procrastination. Il apprécie le goût des globes oculaires.
- Dans Le Journal d'un vampire (1991-…) de L. J. Smith, Damon Salvatore peut se transformer en corbeau : « un grand corbeau noir au plumage brillant ».
- Neil Gaiman dépeint plusieurs corbeaux dans ses romans graphiques de la série Sandman (1989-1996), notamment les corbeaux « Matthew » et « Tethys ».
- Dans la série fantastique Le Trône de fer (1996-…) de George R. R. Martin, les corbeaux sont utilisés par les mestres comme moyen de communication à longue distance. Les corbeaux noirs sont surtout employés pour envoyer des mauvaises nouvelles, tandis que les corbeaux blancs portent des messages urgents. Le commandant Jeor Mormont porte un corbeau sur l'épaule.
- Dans Les Fables de l'Humpur (1999) de Pierre Bordage, les « Kroaze », hommes-corbeaux, exercent une dictature religieuse sur les autres espèces.
- Le corbeau occupe une place privilégiée dans le récit Jonathan Strange et Mr Norrell (2004) de Susanna Clarke ; dans cette uchronie de l’Angleterre, la magie est pratiquée et les légendes parlent du « Roi Corbeau », l'ancien roi du nord de l'Angleterre.
- The Lost Kings (2008) d'Andrew Reimann décrit d’innombrables corbeaux dans une ville infernale. Les corbeaux y sont les seules créatures de l'Au-delà avec la capacité de mourir ou de retourner sur la terre.
- Le roman de Gérard Gantet, Les hauts cris, éd. Orizons 2008, narre le périple africain d'un jeune corbeau, Gkak. Sosie noir du Candide voltairien, il est confronté au cynisme du colonialisme et à la violence inter-ethnique.
- Serge Pey a publié en 2009 aux éditions du Dernier Télégramme un ouvrage intitulé Qàu. Ne sois pas un poète, sois un corbeau, nous sommes une poignée de corbeaux sur la terre. Dans ce livre, organisé comme opéra-partition, le cri des corbeaux court du début à la fin du poème. Ce manifeste de la poésie contemporaine est aussi un parti-pris animiste. Il est dédié aux Indiens Nabesnas dont le nom du corbeau fonde le verbe de la lumière. Le livre possède une dédicace rythmée qui évoque les noms d'auteurs ayant cité les corbeaux dans leurs œuvres, comme Rimbaud, Mallarmé, Ésope, Rasmussen, Paul Vincensini, François Villon ou Edgar Poe. Ce chant polémique des corbeaux est une riposte au Dictionnaire de la poésie publié par les Presses universitaires de France[réf. nécessaire].
- Dans Lèpres à un jeune poète (Délit édition, 2010), Serge Pey procède à une analyse de l'œuvre de Kafka sous l'angle du corbeau, kafka signifiant « corbeau ».
- Le roman Kra (2017) de John Crowley suit une corneille immortelle qui assiste à l'expansion puis au déclin de l'Humanité depuis le Néolithique, et assume la fonction de passeuse d'âmes. D'une grande richesse symbolique, le roman retrace toute la mythologie du corvidé (corneille ou corbeau) ; il met également en scène une rencontre avec un coyote, autre animal fripon qui tient une place comparable dans l'imaginaire amérindien[38],[39].

## En peinture

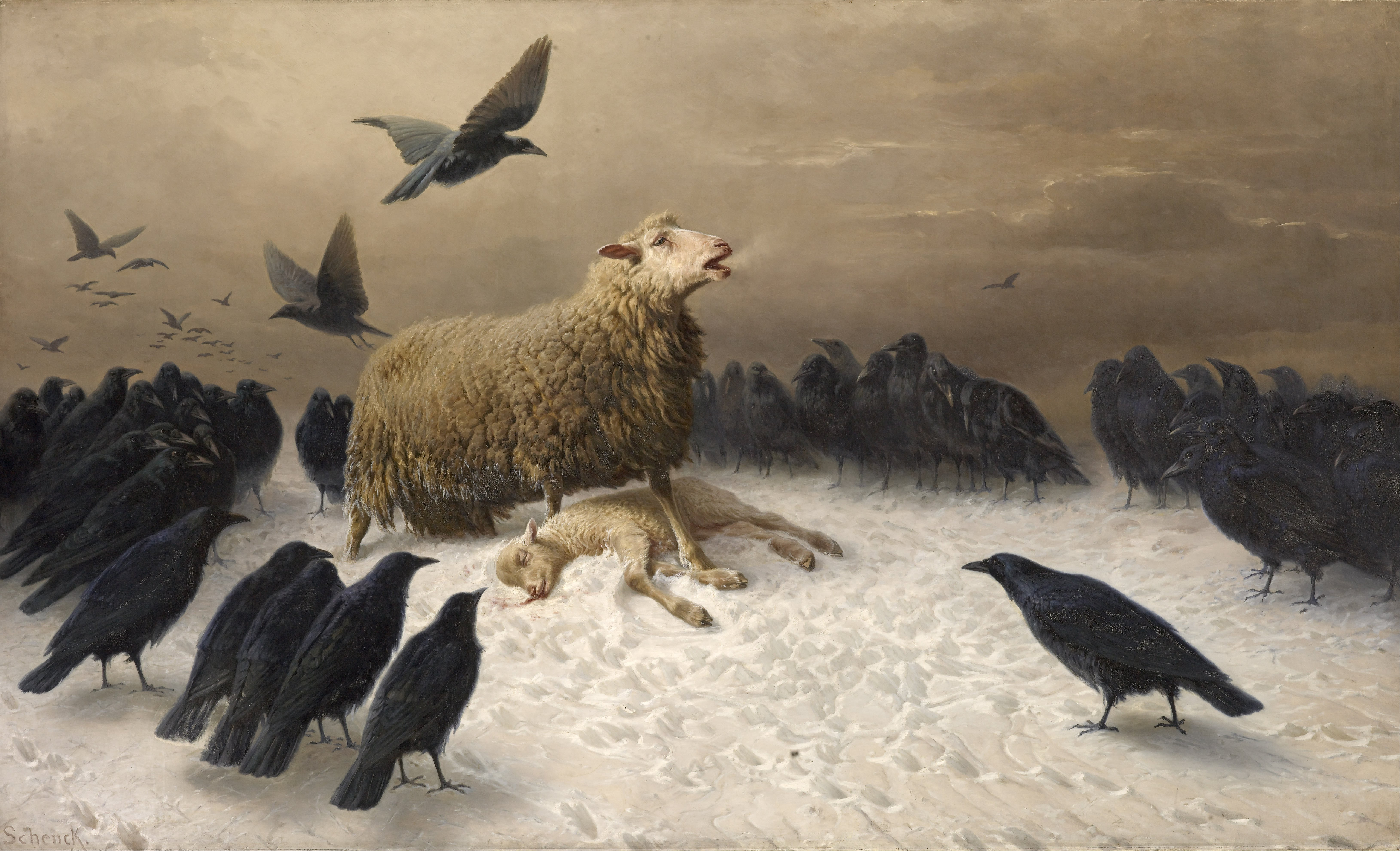
Angoisses, vers 1878, de August Friedrich Schenck : une brebis pleure son agneau mort, entourée d'une multitude de corbeaux en attente[40].
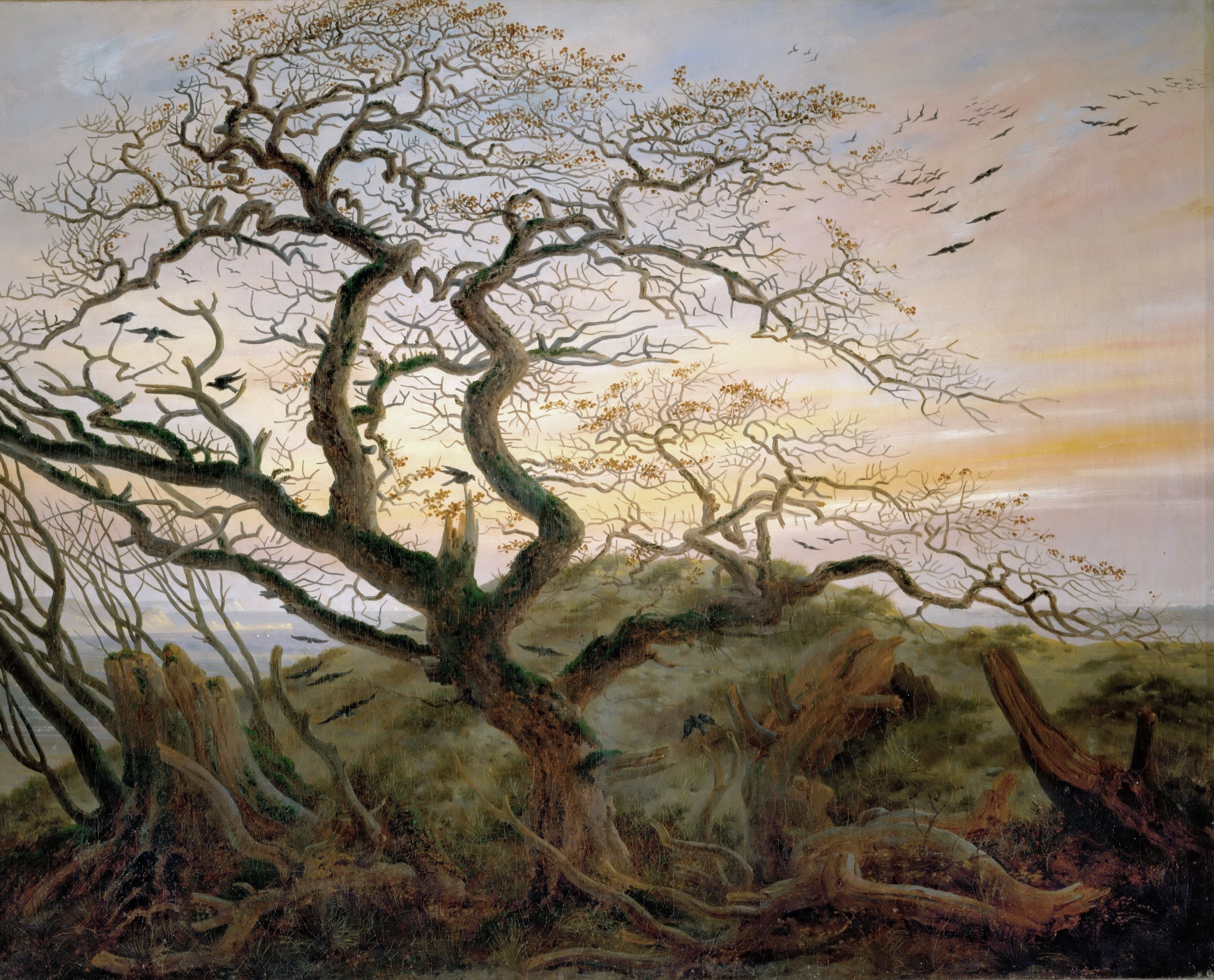
L'Arbre aux corbeaux de Caspar David Friedrich, 1822 : les corbeaux y sont interprétés comme symbolisant la mort.
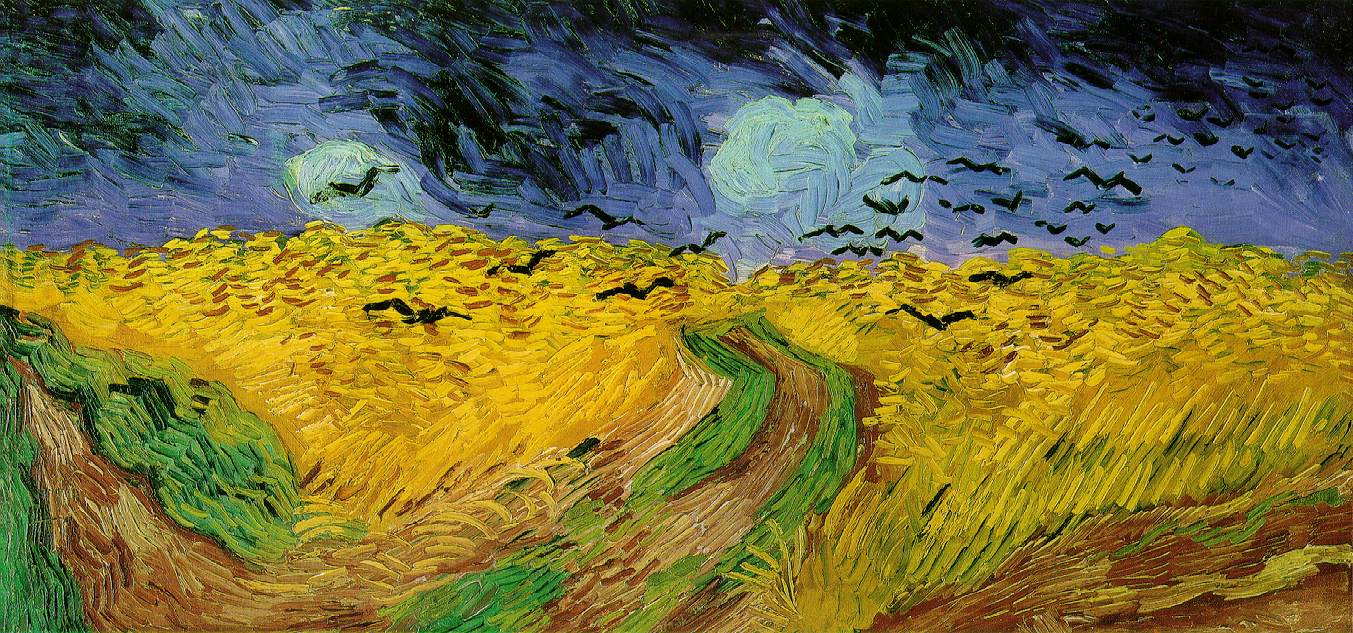
Champ de blé aux corbeaux (1890), l'un des derniers tableaux peints par Vincent van Gogh

## En bande dessinée
- L'Ombre du corbeau (prépublié 1976-1977, 1981) de Didier Comès : une partie d'échecs disputée par deux corbeaux, lors de la Première Guerre mondiale, décide de qui sera vainqueur du combat du jour.
- The Crow (1981), de James O'Barr : le héros, victime avec sa petite amie d'une bande de voyous, est ramené à la vie par un corbeau, et est désormais ravagé par l'idée fixe de vengeance.
- L'Histoire du corbac aux baskets (1993), de Fred.
- Dix de der (2006) de Didier Comès associe des corbeaux à la guerre (la Seconde Guerre mondiale).
- Dans le manga Naruto, Itachi implante le sharingan [réf. nécessaire] gauche de son cousin Shisui à un corbeau à la suite de sa mort.

## Au cinéma

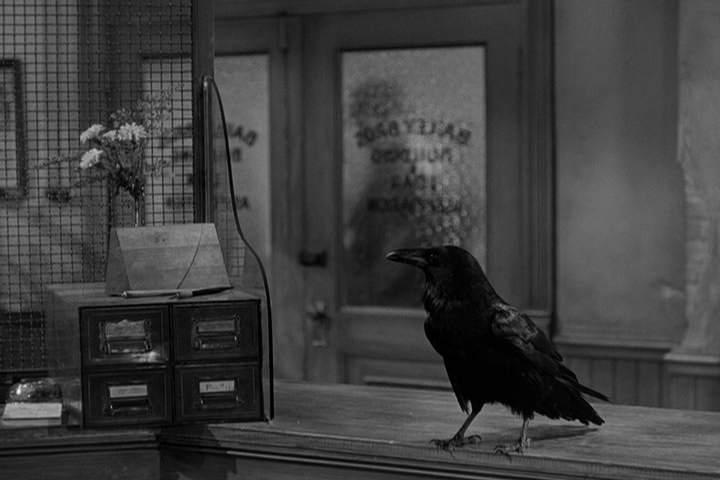
Jimmy dans La vie est belle.

Jimmy est un grand corbeau dressé qui est apparu dans plus de 1000 films des années 1930 aux années 1950. Parmi ses rôles les plus connus figurent celui du corbeau de l'oncle Billy dans La vie est belle de Frank Capra en 1946 et celui du corbeau qui s'est posé sur l'épouvantail dans Le Magicien d'Oz de Victor Fleming en 1939.
Liste de films dont les corbeaux sont des protagonistes importants :
- Le poème de Poe a inspiré plusieurs films :
  - Le Corbeau (1935) de Lew Landers ;
  - Le Corbeau (1963) de Roger Corman ;
  - L'Ombre du mal (The Raven, 2012), de James McTeigue.
- Dans le film d'Alfred Hitchcock Les Oiseaux (1963), les corbeaux sont, parmi les oiseaux belliqueux, les plus redoutables, attaquant d'abord des écoliers, et assiégeant finalement, avec des mouettes, la maison où s'est réfugiée l'héroïne.
- Dans le film de Pier Paolo Pasolini, Des oiseaux, petits et gros (1966), Totò et Ninetto Davoli rencontrent un corbeau. Il est d'ailleurs précisé à l'aide d'un sous-titre « Pour qui aurait des doutes ou aurait été distrait » que « le corbeau est un intellectuel de gauche (...) ».
- Dans Damien : La Malédiction 2 (1978), le corbeau est un animal associé au Mal, en l'occurrence à l'avènement de l'Antéchrist. L'apparition du corbeau, et la musique, signée Jerry Goldsmith, incluant un motif imitant le croassement, sont toujours annonciateurs d'un drame, que l'oiseau en soit partie prenante ou non. D'autres films de genre associent également le corbeau au Mal, tel L'Autre (1972)…
- Le film The Crow (1994) adapte la bande dessinée du même nom ; il a donné lieu à plusieurs suites.
- Le film Le Hussard sur le toit (1995), de Jean-Paul Rappeneau, adaptation du roman de même nom (1951) de Jean Giono, offre deux scènes où un corvidé passe à l'attaque.
- Le film d'animation Le Jour des corneilles (2012) de Jean-Christophe Dessaint, inspiré du roman de même nom (2004) de l'auteur québécois Jean-François Beauchemin.

## Dans les jeux vidéo
Dans la série de jeux vidéo Pokémon, Cornèbre et son évolution Corboss sont deux espèces apparentées au corbeau. Ils ont, comme l'oiseau dont ils sont inspirés, une mauvaise réputation. Dans une série ultérieure, c'est Corvaillus, qui est inspiré du corbeau.
Dans l'extension Lord of Destruction du jeu vidéo Diablo II, le joueur peut incarner un druide capable d'invoquer des corbeaux pour l'assister au combat.

## Dans la musique
- Die Krähe est un des lieder de Winterreise de Franz Schubert.
- BURN est un morceau du groupe The Cure composé pour le film The Crow.
- Le poème d'Edgar Allan Poe Le Corbeau est récité par Lou Reed dans son album The Raven.

## Dans la chanson
Le Chant des partisans commence et finit par le vers suivant : « Ami, entends-tu le vol noir des corbeaux sur nos plaines ? » Le chant peut ainsi évoquer les champs de bataille de la campagne de France, perdue par les Alliés, et souligne l'aspect sinistre de l'Occupation allemande.
On retrouve aussi l’apparition du corbeau dans l'album Kid Krow (en) de Conan Gray. 

## Emblème
Le corbeau est l'emblème officiel de la ville de Yellowknife, ainsi que l'emblème aviaire du territoire du Yukon au Canada.
Le lutteur professionnel Scott Levy utilise le nom de ring « Raven » depuis 1995.
Les Ravens de Baltimore est le nom d'une franchise de la National Football League localisée à Baltimore au Maryland.

### Philatélie
La sous-espèce Corvus corax varius apparait sur un timbre des Îles Féroé de 1995.

## Divers

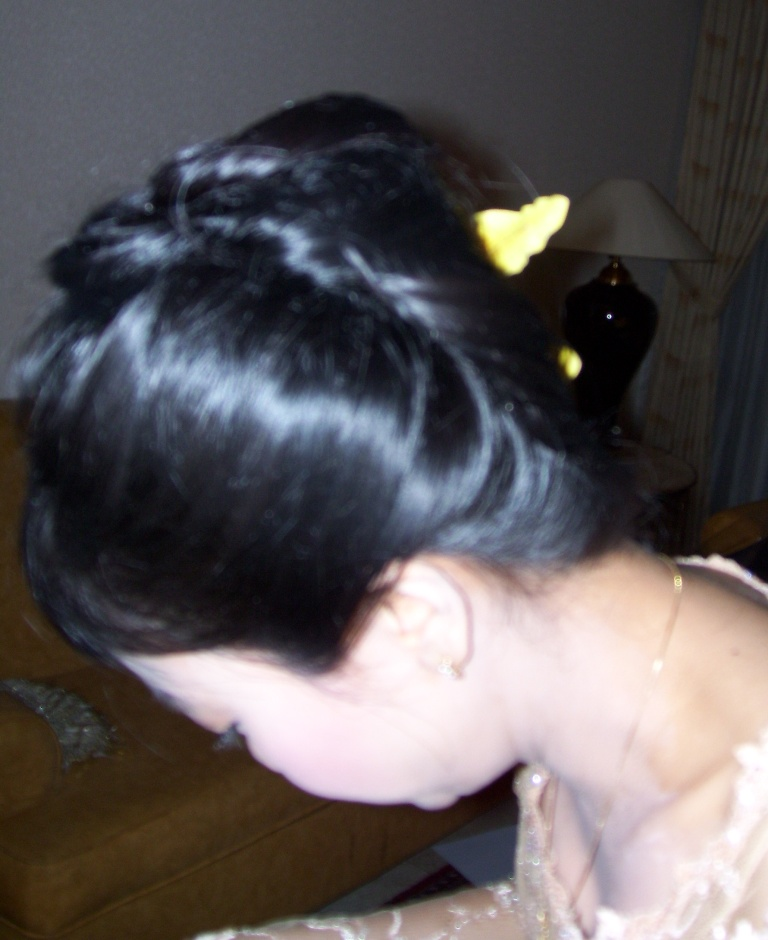
Cheveux « aile de corbeau »

- Le mot « corbeau » est un surnom employé dans le jargon judiciaire et médiatique pour désigner l'auteur d’une lettre anonyme, appelé en langage spécialisé un anonymographe. Cette acception viendrait du film Le Corbeau (1943) d'Henri-Georges Clouzot, dans lequel un mystérieux individu envoie à différentes personnes des lettres calomnieuses signées « Le corbeau », semant méfiance et confusion dans une petite ville de province. Le film est lui-même inspiré de l'affaire de Tulle survenue au tournant des années 1920.
- « Aile-de-corbeau » est une couleur de cheveux, noir à reflets bleutés.

- Deux terme d'architecture dérivent de l'ancien français « corbel », d'où est issu « corbeau » : Corbeau et encorbellement, qui désignent tous deux métaphoriquement le corbeau perché au dessus d'un mur.